# Rudolf von Mandell
Rudolf von Mandell, též Rudolph (9. dubna 1816 Štýrský Hradec – 3. dubna 1896 Štýrský Hradec), byl rakouský politik německé národnosti ze Štýrska, v 60. letech 19. století poslanec Říšské rady.

## Biografie
Narodil se v Hofgasse č. 5 ve Štýrském Hradci jako syn rytimistra Ludwiga Mandella. Byl posledním příslušníkem svého rodu. Vystudoval na Tereziánské vojenské akademii. Už jako čtrnáctiletý nastoupil vojenskou dráhu. Z armády vystoupil roku 1851 jako pětatřicetiletý v hodnosti nadporučíka. Později po rodičích převzal statek v Lannachu. V roce 1843 byl přijat mezi členy štýrských stavů a roku 1850 získal hodnost c. k. komořího. V roce 1852 usedl do vedení nově založeného štýrského lesnického spolku. V této době také předsedal podpůrnému spolku pro nemocné ve Štýrském Hradci. Byl nositelem několika významenání. Získal oldenburský Domácí a záslužný řád vévody Petra Fridricha Ludvíka a roku 1870 i Řád Františka Josefa.
V době svého působení v parlamentu je uváděn jako svobodný pán Rudolf von Mandell, nadporučík na penzi a statkář ve Štýrském Hradci.
Počátkem 60. let se zapojil do vysoké politiky. V zemských volbách v roce 1861 byl zvolen na Štýrský zemský sněm za kurii velkostatkářskou. Působil také coby poslanec Říšské rady (celostátního parlamentu Rakouského císařství), kam ho delegoval Štýrský zemský sněm roku 1861 (Říšská rada tehdy ještě byla volena nepřímo, coby sbor delegátů zemských sněmů).
Roku 1874 přišel o statky Lannach a Horneck, které byly kvůli dluhům zabaveny a prodány. V závěru života trpěl vážnou nemocí a přišel o téměř všechen majetek. Zemřel roku 1896 jako duševně nepříčetný v ústavu Am Feldhof ve Štýrském Hradci.